# Chapelle Pappacoda
La chapelle Pappacoda (ou encore chapelle de San Giovanni dei Pappacoda) est une chapelle monumentale de Naples ; elle se trouve sur le largo San Giovanni Maggiore, adjacente à la basilique San Giovanni Maggiore et en face du Palazzo Giusso, dans le centre historique de la ville.

## Histoire
La chapelle a été commandée en 1415 comme chapelle familiale par Artusio Pappacoda, conseiller et sénéchal du roi Ladislas Ier d'Anjou, également dédiée à Saint-Jean-l'Evangéliste.
Dans la seconde moitié du XVIIIe siècle, l'église a été affectée par des travaux de rénovation de l'intérieur, commandés par Giuseppe Pappacoda qui, pour l'occasion, a fait afficher à l'intérieur une inscription commémorative des membres de la famille qui ont pris soin de la fondation de la chapelle et de sa restauration : 

« Questa chiesa di S. Giovanni Evangelista - Da Artusio Pappacoda - Siniscalco e consigliere del re Ladislao - Edificata dalle fondamenta nel 1415 - Giuseppe Pappacoda principe di Centola - Da re Carlo beneficentissimo - Prima insignito della collana d'oro di San Gennaro - Poi accolto fra i consiglieri intimi, ha curato che fosse ristrutturata - Nel 1772 »

— TEMPLUM HOC DIVI JOANNIS EVANGELISTAE - AB ARTUSIO PAPPACODA - REGNI LADISLAI REGIS SENESCALLO ET CONSILIARIO - ANNO MCCCCXV A FUNDAMENTIS EXCITATUM - JOSEPHUS PAPPACODA CENTULANORUM PRINCEPS - A CAROLO REGE BENECENTISSIMO - PRIMUM AUREO DIVI JANUARII TORQUE DONATUS TUM - INTER INTIMOS CONSILIARIOS ADSCITUS AEDIFICANDUM CURAVIT - ANNO MDCCLXXII
Dans les dernières décennies du XXe siècle, une grande porte a été érigée devant l'édifice, afin d'empêcher le vandalisme et le pillage. Actuellement, l'église est sous concession à l'usage de l'Université de Naples - L'Orientale, qui l'utilise comme siège pour les sessions de remise des diplômes.

## Description

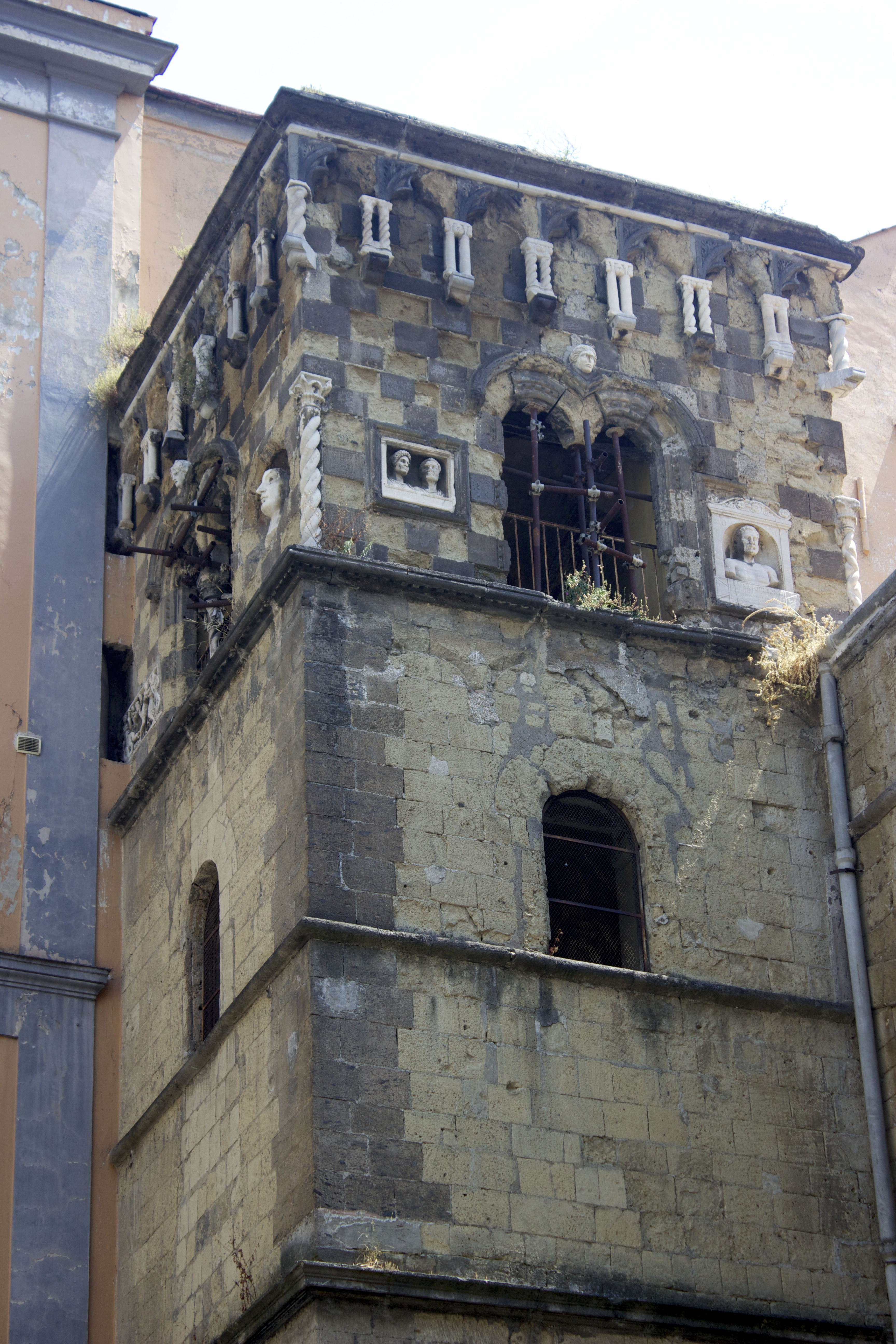
Détail du clocher

La façade est en tuf jaune avec un clocher monumental sur le côté gauche qui se caractérise par une association chromatique dans les matériaux utilisés, tuf jaune et piperno gris foncé. Daté du XVe siècle, il représente un unicum artistique de la ville, par ses formes typiques de l'art gothique. Elle présente des arcs trilobés et des colonnes jumelées, des fenêtres à meneaux et dans les parties hautes, de nombreux fragments sculpturaux en marbre de l'époque romaine réutilisés dans l'édifice dont : sur la façade principale une grande tête en marbre blanc et des bustes d'époux ; tandis que sur le côté il y a un relief funéraire avec la scène de l'Enlèvement de Prosperine et une tête de Junon.

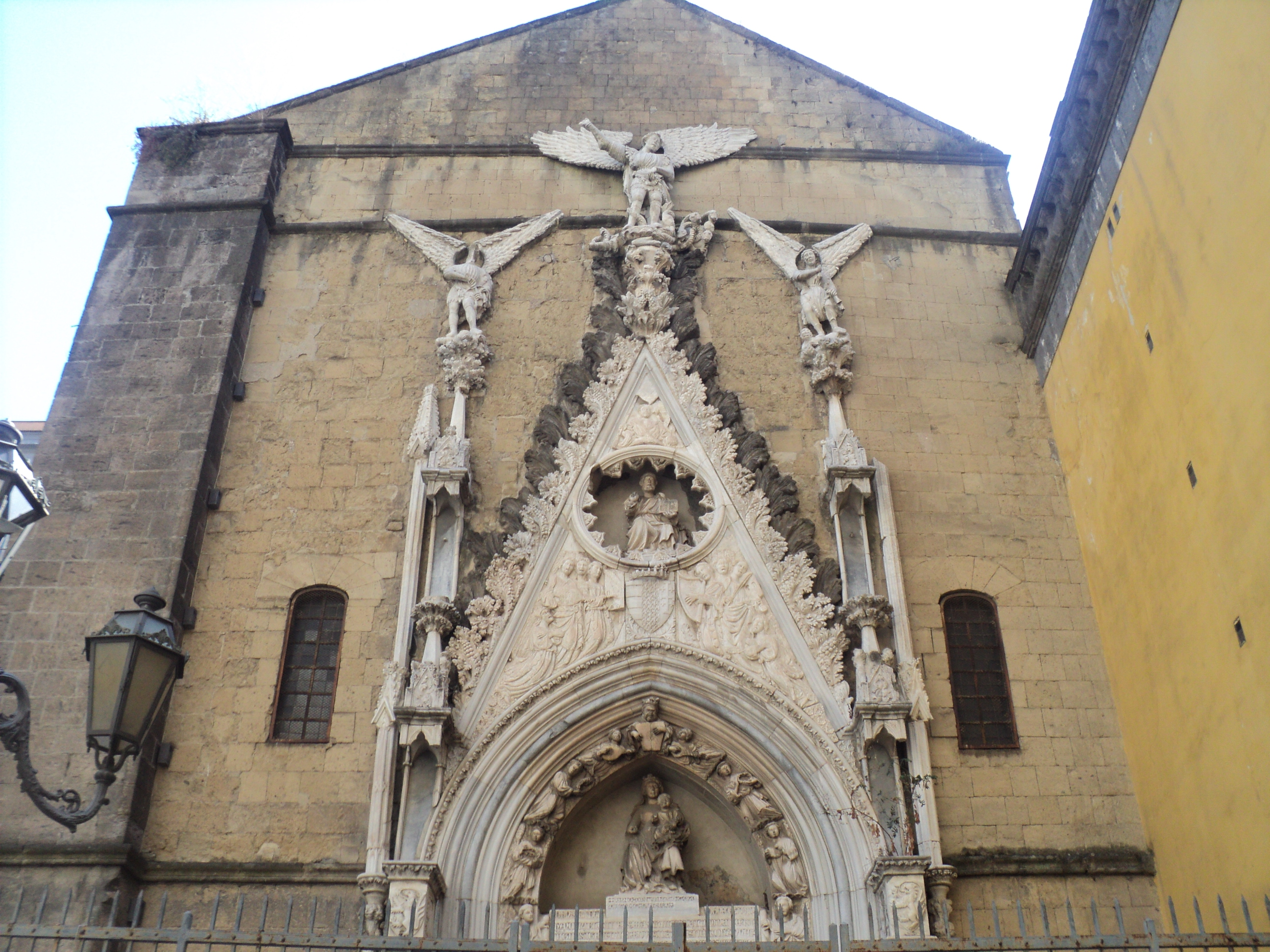
Détail du portail

L'entrée est ornée d'un somptueux portail gothique ogival, en marbre blanc et piperno, d'Antonio Baboccio da Piperno, daté de 1415. Celui-ci, riche en motifs floraux et élancé vers le haut, montre sur son sommet le plus élevé l'archange Michel avec le dragon vaincu sous ses pieds ; sur les côtés se trouvent les Archanges Raphaël et Gabriel. Plus bas se trouve le Christ avec le livre éternel, aux pieds duquel il est à nouveau représenté en bas-relief entre des anges et avec un bouclier en acte de couronnement, au centre de la scène se trouvent les armoiries de la famille Anjou-Durazzo de Naples. Plus bas, dans une lunette entourée d'anges sur l'architrave de laquelle, en haut-relief, figure l'Enfant Jésus parmi les évangélistes, entre saint Jean l'Evangéliste et le Baptiste est placée la sculpture de la Vierge à l'Enfant intronisée, et sur le devant une gravure en caractères gothiques angevins. Enfin, les armoiries de la famille Pappacoda sont gravées sur les deux colonnes principales du monument : un lion sur un bouclier, décidé à manger sa queue tordue.
L'intérieur de la chapelle a une seule nef rectangulaire. Les seules œuvres conservées sont les deux sépulcres de la première moitié du XVIe siècle d'Angelo et Sigismondo Pappacoda du sculpteur de la Renaissance Girolamo Santacroce. Les deux Évangélistes datés vers 1772 par le néoclassique Angelo Viva, un maître-autel et, derrière, un saint Jean l'Évangéliste de l'école de Francesco Solimena.